# Уже чумак дочумакувався
Уже чумак дочумакувався - українська народна пісня. Інколи використовується назви: "Та вже чумак дочумакувався" і "Ой вже чумак дочумакувався". Також існують різні варіанти тексту з деякими розбіжностями, про те основний художній зміст і сенс пісні завжди однакові.  Час створення точно не відомий, перші записи що збереглися відносяться до 19 століття. Найраніший запис цієї пісні був записаний у селі Великий Хутір письменницею Марко Вовчко (справжнє ім'я Марія Олександрівна Вілінська), тоді коли у 50-х роках 19-го століття вона разом із своїм чоловіком Опанасом Марковичем перебувала у фольклорній експедиції в Золотоніському повіті. Очевидно пісня створена в період діяльності чумацтва з 15 по першу половину 19 століття. Одними з найкращих виконавців цієї пісні вважаються такі співаки визнанні майстри української народної пісні як Микола Частій і  Михайло Коваль. 

## Текст пісні
Уже чумак дочумакувався,
Пропив воли та й у боки взявся.
Ой, ти, чумаче-голубче,
Чом ти не робиш як лучче?

Ой, куди ти, чумаче, мандруєш?
Кому мене, серденько, даруєш?
Ой, ти, чумаче-голубче,
Чом ти не робиш як лучче?

Люди ідуть у поле орати,
Ми з тобою у корчмі гуляти.
Ой, ти, чумаче-голубче,
Чом ти не робиш як лучче?

Та вже люди в полі поорали,
Ми з тобою у корчмі гуляли.
Ой, ти, чумаче-голубче,
Чом ти не робиш як лучче?

Уже люди возять і мішками,
Ми з тобою, серденько, пішками.
Ой, ти, чумаче-голубче,
Чом ти не робиш як лучче?
Ой, ти, чумаче-голубче,
Чом ти не робиш як лучче?